# جامعة داكوتا الشمالية مدرسة الطب والعلوم الصحية
جامعة داكوتا الشمالية مدرسة الطب والعلوم الصحية (بالإنجليزية: University of North Dakota School of Medicine and Health Sciences)‏ هي إحدى الكليات لتدريس الطب في الولايات المتحدة الأمريكية. تقع في مدينة غراند فوركس في ولاية داكوتا الشمالية الأمريكية. نوع الشهادة الطبية التي يتم تحصيلها هناك هي دكتور في الطب.